# Revolución española de 1854

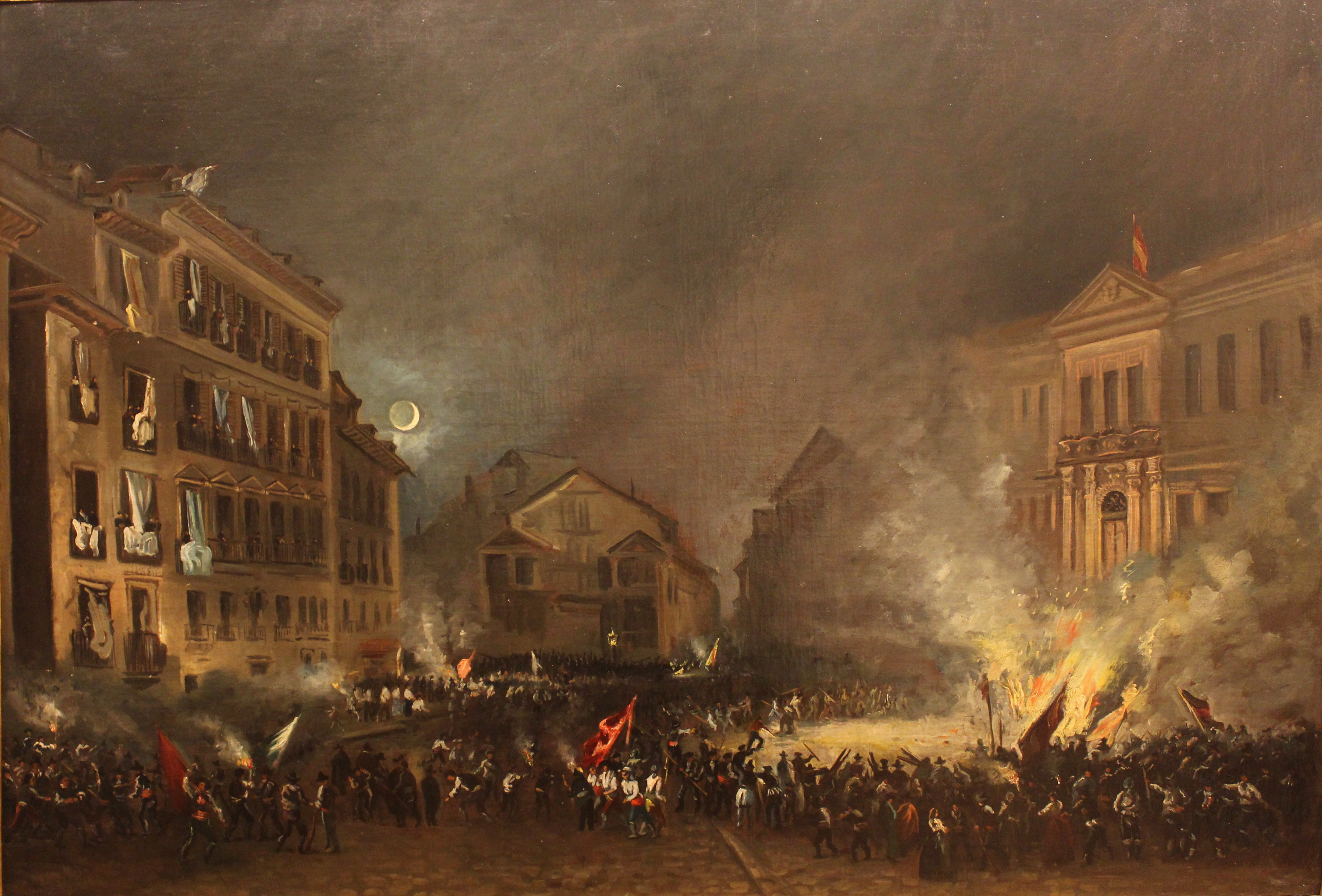
Episodio de la revolución de 1854 en la Puerta del Sol, por Eugenio Lucas Velázquez.

La Revolución de 1854, también conocida con el nombre de Vicalvarada —por haberse iniciado con el enfrentamiento entre las tropas sublevadas al mando del general Leopoldo O'Donnell y las tropas gubernamentales en las cercanías del pueblo madrileño de Vicálvaro— fue un pronunciamiento militar seguido de una insurrección popular, que se produjo entre el 28 de junio y el 28 de julio de 1854 durante el reinado de Isabel II. Esta revolución puso fin así a la década moderada (1844-1854) y dio paso al bienio progresista (1854-1856).

## Antecedentes
El antecedente más inmediato se produjo el 20 de febrero de 1854 cuando militares adeptos al Partido Democrático trataron de llevar a término una sublevación en Zaragoza, con el apoyo de elementos civiles como Eduardo Ruiz Pons, pero fracasaron.
La violación de los usos parlamentarios por parte de la Corona al final de la década moderada (1844-1854) provocó el acercamiento entre los moderados del general Ramón María Narváez, los moderados «puritanos» de Joaquín Francisco Pacheco y Ríos Rosas, y los progresistas encabezados por Salustiano de Olózaga y el general Baldomero Espartero, que llegaron a formar un comité electoral para presentar candidaturas conjuntas en las elecciones cuyo objetivo era la conservación del régimen representativo, que veían en peligro. Asimismo, los «puritanos» Ríos Rosas y Pacheco entraron en contacto con varios militares afectos, como el general O'Donnell, y progresistas, como los generales Domingo Dulce y Ros de Olano, para organizar un pronunciamiento cuyo objetivo era obligar a la reina Isabel II a sustituir el gobierno del conde de San Luis, que carecía de apoyo en las Cortes y sólo se sustentaba gracias a la confianza de la Corona, por otro de «conciliación liberal» que recuperara la letra y el «espíritu» de la Constitución de 1845.

## La revolución
El pronunciamiento lo inició el general O'Donnell el 28 de junio de 1854, pero el enfrentamiento dos días después con las tropas fieles al gobierno en la localidad cercana a Madrid de Vicálvaro —lo que dará nombre a la rebelión: «La Vicalvarada»— resultó indeciso (ambos bandos se proclamaron vencedores), por lo que las fuerzas de O'Donnell se retiraron hacia el sur vagando por La Mancha y encaminándose a Portugal, aguardando que otras unidades militares se sumaran al movimiento. En su persecución salieron las tropas del gobierno, dejando desguarnecida la capital, un hecho que resultaría decisivo en los acontecimientos posteriores.

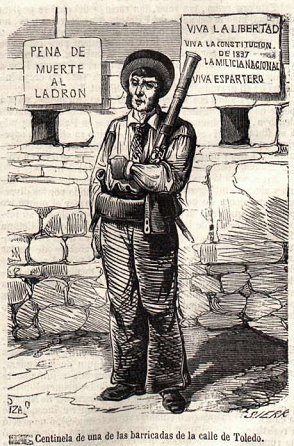
Centinela de una de las barricadas de la calle de Toledo, en La Ilustración.

Ante el fracaso del pronunciamiento, los militares que lo encabezaron buscaron el apoyo popular. El general O'Donnell se reunió en Manzanares con el general Serrano, quien le convenció de que era necesario dar un giro al movimiento ofreciendo cambios políticos «que no figuraban en sus intenciones iniciales». Así surgió el Manifiesto de Manzanares redactado por un joven Antonio Cánovas del Castillo, donde se planteaba la «conservación del trono, pero sin camarilla que lo deshonre» y se prometía la rebaja de los impuestos y el restablecimiento de la Milicia Nacional, dos viejas aspiraciones de progresistas y demócratas. De esta forma, según el historiador Jorge Vilches, los conjurados pretendían «agrupar a la oposición al Gobierno del conde de San Luis y conseguir más elementos de presión sobre la reina». Según algunas fuentes no contrastadas, los sublevados pretendían, además del restablecimiento de la Milicia Nacional, la supresión de la Constitución moderada de 1845 y una amplia amnistía para los presos políticos. Según esas mismas fuentes el pronunciamiento fue financiado por distintos sectores económicos y, sobre todo, por el banquero Juan Bruil.
El Manifiesto se hizo público el 7 de julio y en él se prometía la «regeneración liberal» mediante la aprobación de nuevas leyes de imprenta y electoral, la convocatoria de Cortes, la descentralización administrativa y el restablecimiento de la Milicia nacional, todas ellas propuestas clásicas del Partido Progresista.
Fue entonces cuando empezó la segunda fase de la que se llamaría después la «revolución de 1854», cuyo protagonismo correspondió a los progresistas y a los demócratas que iniciaron la insurrección el 14 de julio en Barcelona —donde revistió especial gravedad por la participación de los obreros— y el 17 de julio en Madrid, donde la difusión desde mediados de julio del Manifiesto de Manzanares movilizó a las clases populares azotadas por el paro y donde fueron asaltados los palacios del marqués de Salamanca, del propio presidente del gobierno, el Conde de San Luis, así como el de la reina madre María Cristina de Borbón, que tuvo que refugiarse con sus hijos en el Palacio de Oriente; asimismo fue asaltada la cárcel del Saladero para liberar a los demócratas Nicolás María Rivero y Sixto Cámara. La sublevación de Barcelona y de Madrid fue secundada en otros lugares donde también se formaron juntas, como en Valencia o en Valladolid; en esta última ciudad la insurrección tomó el carácter de motín antifiscal al grito de «¡Más pan y menos consumos!», lo mismo que ocurrió en otras ciudades leonesas, castellanas y asturianas.También hubo alzamientos en Zaragoza y Logroño.
Ante el empeoramiento de la situación, la reina destituyó el día 17 de julio al conde de San Luis sustituyéndolo por el general Fernando Fernández de Córdova, que formó un gobierno en el que había moderados «puritanos» y progresistas pero a los dos días cedió la presidencia al duque de Rivas; este solo duró dos días más ya que la revuelta popular —Madrid el 18 de julio estaba lleno de barricadas» hizo imposible que los militares pronunciados O'Donnell y Serrano pudieran aceptar el arreglo de compromiso que le ofreció el gobierno. El duque de Rivas intentó reprimir la sublevación popular —por lo que su gobierno fue conocido como «ministerio metralla»— esperando la vuelta de las tropas que habían salido de Madrid.
Finalmente la reina, tal vez aconsejada por su madre, se decidió a llamar al general Baldomero Espartero, retirado en Logroño, para que formara gobierno, a la vez que pedía a O'Donnell que regresara a la corte. Para aceptar el cargo, Espartero exigió la convocatoria de Cortes Constituyentes, que la reina madre María Cristina respondiese de las acusaciones de corrupción y que la Isabel II publicase un manifiesto reconociendo los errores cometidos. La reina aceptó todas las condiciones y el 26 de julio publicó el manifiesto dirigido al país en el que afirmaba:

El nombramiento del esforzado duque de la Victoria [Espartero] para presidente del consejo de ministros y mi completa adhesión a sus ideas, dirigidas a la felicidad común, serán la prenda más segura del cumplimiento de vuestras aspiraciones

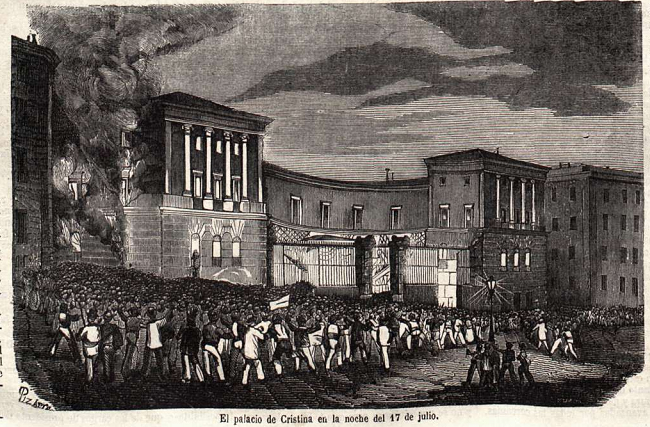
Grabado del palacio de Doña María Cristina de Borbón, 17 de julio de 1854, obra de Pizarro, publicado en la revista La Ilustración.

El 28 de julio, el general Espartero hacía su entrada triunfal en Madrid aclamado por la multitud, abrazándose con su antiguo enemigo el general O'Donnell. Así dio comienzo el bienio progresista, marchando María Cristina de Borbón al exilio en Francia.